# Marcello Bertinetti
Marcello Bertinetti (Vercelli, 26 de abril de 1885-Vercelli, 31 de julio de 1967) fue un deportista italiano que compitió en esgrima, especialista en las modalidades de espada y sable.
Participó en tres Juegos Olímpicos de Verano, obteniendo en total cuatro medallas: plata en Londres 1908, oro y bronce en París 1924 y oro en Ámsterdam 1928. Ganó una medalla de bronce en el Campeonato Mundial de Esgrima de 1929.

## Palmarés internacional
| Juegos Olímpicos   | Juegos Olímpicos         | Juegos Olímpicos  | Juegos Olímpicos   |
| Año                | Lugar                    | Medalla           | Prueba             |
| ------------------ | ------------------------ | ----------------- | ------------------ |
| 1908               | Londres (Reino Unido)    | Medalla de plata  | Sable por equipos  |
| 1924               | París (Francia)          | Medalla de oro    | Sable por equipos  |
| 1924               | París (Francia)          | Medalla de bronce | Espada por equipos |
| 1928               | Ámsterdam (Países Bajos) | Medalla de oro    | Espada por equipos |
| Campeonato Mundial |                          |                   |                    |
| Año                | Lugar                    | Medalla           | Prueba             |
| 1929               | Nápoles (Italia)         | Medalla de bronce | Espada individual  |